# Cascade d'Alzen
La cascade d'Alzen est une chute d'eau naturelle des Pyrénées, située dans le massif de l'Arize, sur la commune d'Alzen, près de La Bastide-de-Sérou dans le département français de l'Ariège.

## Hydrologie
Native à 612 m d'altitude, la cascade avec une chute d'environ 43 m est alimentées par le ruisseau d'Alzen, affluent en rive droite de l'Arize.

## Localisation
Dans un environnement forestier, la cascade, au nord-ouest d'Alzen et du hameau du Moulicot, est facilement accessible par un sentier balisé au départ de la route départementale 21.

## Description
Issu d'un petit bassin versant, le débit peut varier rapidement avec les précipitations et est généralement modeste dès fin juin. Elle peut être magnifiée par grand froid lorsque ses eaux sont prises par le gel.

## Valorisation touristique et sportive
La descente derrière la cascade est un site de canyoning.
Le GRP du Tour de la Barguillière passe en contrebas.